# Ein Song zum Verlieben
Ein Song zum Verlieben (Originaltitel: Four Last Songs) ist ein britisch-spanisches Filmdrama aus dem Jahr 2006. Regie führte Francesca Joseph, die auch das Drehbuch schrieb.

## Handlung
Der US-amerikanische Songschreiber Larry reist nach Mallorca, wo er Inspiration sucht. Dort lebt er vom Klavierspiel in einer Bar.
Larry lernt die Witwe eines ortsansässigen Komponisten und dessen Lebenswerk kennen. Er organisiert ein Konzert zu Ehren des Komponisten. Die Werke soll ein Musiker aufführen, welcher eine hohe Gage fordert.
Larry lernt die Geliebte des Komponisten, Helena, kennen. Er erfährt eines Tages, dass er eine uneheliche Tochter hat, Frankie, die er trifft. Larrys Nachbar Sebastian versucht, die Kontrolle über die Konzertvorbereitungen zu übernehmen, dabei streitet er häufig mit seinem Bruder Dickie. Durch diese Streitigkeiten wird das Stattfinden des Konzerts gefährdet.

## Kritiken
Leslie Felperin schrieb in der Zeitschrift Variety vom 25. Mai 2006, die talentierte Besetzung, schwache Regie und das noch schwächere Drehbuch würden zusammen ein „schülerhaftes“ („sophomore“) Resultat ergeben. Der Film würde schnell in Vergessenheit geraten („‚Songs‘ looks destined to fade out faster than ‚La Scala‘ which went straight-to-tube in Blighty“).
Die Redaktion von Urban Cinefile bemängelte die „manchmal holprige Arbeit bei Schnitt und Regie“ („sometimes bumpy work, both in editing and directing“), lobte aber die Leistungen der Schauspieler („performances are great“).
Kino.de sah „leichte Romantikunterhaltung mit internationaler Starbesetzung“.

## Hintergründe
Der Film wurde auf Mallorca gedreht. Seine Weltpremiere fand am 18. Mai 2006 auf dem Cannes Film Market statt, dem am 17. März 2007 das Málaga Film Festival folgte. In Deutschland wurde der Film am 26. Oktober 2007 direkt auf DVD veröffentlicht.